# Rafael Toribio
Rafael Toribio Arzate (Ciudad de México, 21 de agosto de 1958) es un exfutbolista mexicano que actuó en el mediocampo.

## Trayectoria
Perteneció a la plantilla del equipo de Primera División de su "club de casa" Cruz Azul de 1976 a 1986, con el que ganó el título de liga en las temporadas 1978-79 y 1979-80 y fue nuevamente subcampeón en la 1980-81. Tras diez años en Cruz Azul, fichó por Ángeles de Puebla en el verano de 1986, con el que marcó un gol en las temporadas 1986-87 y 1987-88.

## Selección nacional
Formó parte de la selección amateur de México que ganó la medalla de oro los Juegos Panamericanos de 1975. Un año después, formó parte del Torneo Olímpico de 1976, donde debutó en el partido contra Francia (derrota de 4-1).
En noviembre de 1981, jugó tres partidos con la selección absoluta como parte de la clasificación para la Copa del Mundo de 1982.

### Participaciones en Juegos Olímpicos
| Torneo                   | Sede     | Resultado    |
| ------------------------ | -------- | ------------ |
| Juegos Olímpicos de 1976 | Montreal | Primera fase |

## Palmarés

### Títulos nacionales
| Título           | Equipo    | País   | Año     |
| ---------------- | --------- | ------ | ------- |
| Primera División | Cruz Azul | México | 1978-79 |
| Primera División | Cruz Azul | México | 1979-80 |

### Títulos internacionales
| Título                       | Equipo         | Sede   | Año  |
| ---------------------------- | -------------- | ------ | ---- |
| Torneo Sub-20 de la Concacaf | México sub-20  | Canadá | 1974 |
| Juegos Panamericanos         | México amateur | México | 1975 |
| Preolímpico de Concacaf      | México amateur | Varias | 1976 |